# Славін Костянтин Львович
Славін Костянтин Львович — радянський, російський сценарист. Лауреат Ленінської премії (1980). Заслужений діяч мистецтв РРФСР (1983).
Народ. 6 червня 1921 р. в родині письменника Л. І. Славіна. Закінчив Всесоюзний державний інститут кінематографії (1948). Працював у Міністерстві кінематографії і Держкіно СРСР.
Автор сценаріїв багатьох документальних стрічок, серед яких і українські фільми: «Кораблі не вмирають» (1965, у співавт.), «Згадуючи Черняховського» (1968), «Тил, що кував Перемогу» (1975, у співавт.), «Мир вам, Шолом!» (1989, у співавт. з В. Кузнецовим).
Помер 15 лютого 2003 р. в Москві.